# Ana García Carías
Ana Rosalinda García Carías (Tegucigalpa, 21 de septiembre de 1968) es una abogada hondureña. y Ex primera dama de Honduras desde 2014 hasta 2022 por ser la esposa del presidente Juan Orlando Hernández.

## Infancia y familia
Nació en Comayagüela, M.D.C. del departamento de Francisco Morazán, el 21 de septiembre de 1968. Durante su infancia vivió en la ciudad de Juticalpa, departamento de Olancho lugar de origen de su padre, para luego regresar a Tegucigalpa.
Es la segunda hija del matrimonio entre José Guillermo García y Carlota Carías. Sus hermanos son Julia, Lottie y Guillermo. Mientras estudiaba en la UNAH conoció a Juan Orlando Hernández,con quien contrajo matrimonio el 3 de febrero de 1990, tras un año y medio de noviazgo. De dicha unión procrearon cuatro hijos: Juan Orlando, Ivonne María, Ana Daniela e Isabela.
Su tatara-abuelo era hermano del doctor y general nacionalista Tiburcio Carías Andino (1876-1969), dictador de Honduras desde 1933 hasta 1949.

## Estudios
A los 16 años se graduó del Instituto Sagrado Corazón de Tegucigalpa. Luego estudió en la Universidad Nacional Autónoma de Honduras (UNAH), de donde se graduó con excelencia académica como licenciada en Ciencias Jurídicas y Sociales con Orientación en Derecho Mercantil. Se casó y viajó junto a su esposa a Estados Unidos a cursar estudios de posgrado en Administración del sector público en la Universidad de Albany, Nueva York, concluyendo sus estudios en 1995. En 2002, obtuvo el título de abogada y execuátur de notario público.

## Primera dama de Honduras
Ana García Carías se convirtió en primera dama de Honduras el 27 de enero de 2014, ya que su esposo, Juan Orlando Hernández, ganó las elecciones presidenciales de 2013. El presidente la colocó a la cabeza de una comisión interinstitucional nombrada Fuerza del Niño Migrante, creada con el propósito de reintegrar a los migrantes retornados a sus comunidades a favor de la protección de la niñez migrante.
En el 2015, en medio de un escándalo de desfalco al Seguro Social, cuya parte del dinero robado se donó a la campaña presidencial de Hernández, la oposición política en Honduras mostró suspicacia en el hecho de que la primera dama fuera propietaria de una costosa casa en Miami.
En julio de 2018, la Misión de Apoyo contra la Corrupción y la Impunidad en Honduras pidió una incautación de bienes contra implicados en el caso de corrupción "Pandora", incluyendo una empresa a nombre de tres personas, entre ellos Ana García. Debido a esto, medios de comunicación reportaron que había una orden de incautación contra la primera dama, lo cual fue desmentido por ella, asegurando que se desligó de esa sociedad desde 2006.

## Acusaciones de Corrupción
En julio de 2018, la Misión de Apoyo contra la Corrupción y la Impunidad en Honduras pidió una incautación de bienes contra implicados en el caso de corrupción "Pandora", incluyendo una empresa a nombre de tres personas, entre ellos Ana García. Debido a esto, medios de comunicación reportaron que había una orden de incautación contra la primera dama, lo cual fue desmentido por ella, asegurando que se desligó de esa sociedad desde 2006.

## Vida luego de ser primera dama
El 14 de febrero de 2022 luego de dos semanas de dejar el cargo de primera dama, el gobierno de los Estados Unidos solicitó la extradición de su esposo Juan Orlando Hernández por delitos de narcotráfico. Un día después, Hernández fue arrestado en su domicilio tras un fuerte despliegue policíaco y guardó prisión preventiva en una unidad especial de la Policía Nacional. La extradición de Hernández se ratificó el 28 de marzo y se llevó a cabo el 21 de abril. Su juicio comenzó el 20 de febrero de 2024 y terminó el 8 de marzo de ese mismo año tras el veredicto final.
Luego de la extradición de su esposo Juan Orlando Hernández en abril del 2022, Ana García comenzó a presidir una campaña mediática y de persuasión a través de redes sociales junto a sus hijas Daniela y Isabela para defender la imagen pública de su esposo a raíz de su extradición y las acusaciones en su contra, en las redes sociales ella evoca la supuesta inocencia de su esposo el expresidente, la cual no ha podido ser probada. El 12 de marzo de 2024 hace oficial su precandidatura a la presidencia para las elecciones internas de 2025.

## Fuente
- Biografía de Ana Rosalinda García Carías Archivado el 7 de abril de 2017 en Wayback Machine. 17 de septiembre de 2014. presidencia.gob.hn. Consultado el 20 de octubre de 2019.